# ألفا روميو 8 سي
ألفا روميو 8 سي (بالإنجليزية: Alfa Romeo 8C) هي سيارة تم تصنيعها من قبل شركة ألفا روميو للسيارات الإيطالية.